# Медаль Золотого юбилея королевы Виктории
Медаль Золотого юбилея королевы Виктории (англ. Queen Victoria Golden Jubilee Medal) — британская награда, учреждённая в 1887 году для участников празднований по случаю золотого юбилея королевы Виктории.

## История
Медали была отчеканена в честь золотого юбилея (50 лет правления) королевы Виктории. Его вручали участникам официальных торжеств, в том числе членам королевской семьи, королевского двора и правительственным чиновникам, а также послам Британии за рубежом и министрам колоний. В число военных кавалеров входили избранные офицеры, матросы и солдаты Королевского флота и армии, а также индийские и колониальные контингенты, принимавшие участие в юбилейных мероприятиях, включавших парад в Лондоне и смотр военно-морского флота в Спитхеде, где командир каждого корабля получил медаль. в серебре.
Медаль носилась на левой стороне груди, изначально ниже знаков отличия орденов и до прочих памятных медалей. В ноябре 1918 года порядок ношения изменился, все коронационные и юбилейные медали стали носиться после памятных военных медалей и перед наградами за выслугу лет. Женщины могли носить медаль на ленте через левое плечо.
Для сотрудников столичной полиции и лондонского Сити, дежуривших во время юбилейных торжеств была учреждена медаль Золотого юбилея королевы Виктории для полиции с другим дизайном.

## Описание награды
Медаль круглая, диаметром 30 миллиметров (1,2 дюйма) имела варианты в золоте (членам королевской семьи), серебре (офицерам и лицам аналогичного ранга) и бронзе (прочим чинам). На аверсе изображён профиль королева Виктория в короне и в вуали, повёрнутый влево, окружённый текстом «VICTORIA DG REGINA ET IMPERATRIX FD». На реверсе надпись «IN COMMEMORATION OF THE 50TH YEAR OF THE REIGN OF QUEEN VICTORIA · 21 JUNE 1887» («В память о 50-летии царствования королевы Виктории 21 июня 1887 года»), окружённая венком из цветков роз, трилистника и чертополоха. Дизайн аверса был разработан сэром Джозефом Эдгаром Бомом, а реверса — Клеменсом Эмптмайером, которого рекомендовал Бём. Лента была синяя, напоминавшая соответствующую с орден Подвязки с широкими белыми полосами по краям. Медаль вручалась безымянной.
Когда 10 лет спустя праздновался бриллиантовый юбилей королевы Виктории, обладателям медали 1887 года, имевшим право и на получение новой медали, вручали планку на ленту с надписью «1897».